# Beate Peters
Beate Edeltraud Peters (* 12. Oktober 1959 in Marl, Westfalen) ist eine ehemalige deutsche Leichtathletin und Olympiateilnehmerin, die in den 1980er Jahren zur Weltspitze im Speerwurf gehörte.
Ihr größter Erfolg war der dritte Platz bei den Weltmeisterschaften 1987 (68,82 m - ungültig - 62,24 - 61,12 - 57,96 - ungültig).
Im Jahr davor, 1986, war ihr ebenfalls ein dritter Platz bei den Europameisterschaften gelungen (65,72 - 68,04 m - 63,14 - ungültig - 60,38 - 64,50).
Außerdem belegte sie jeweils Platz sieben bei den Weltmeisterschaften 1983 (62,42 m) und den Olympischen Spielen 1984 (62,34 m); 1988 schied sie bei den Olympischen Spielen in der Qualifikation aus.
Beate Peters startete für den OSC Dortmund, von 1986 bis 1988 für den TV Wattenscheid. In ihrer aktiven Zeit war sie 1,78 m groß und wog 80 kg.
Gegen Ende der Laufbahn ihrer Lebensgefährtin Sabine Braun war sie von 1999 bis 2002 deren Trainerin für Speerwurf.